# Липид
Липидите са голяма група органични съединения с биомолекули, разтворими в неполярни разтворители. Неполярните разтворители обикновено са въглеводороди, които разтварят други срещащи се в природата въглеводородни липидни молекули, неразтворими или трудно разтворими във вода, като мастни киселини, восъци, стероли, разтворими в мазнини витамини (като A, D, E и K), моноглицериди, диглицериди, триглицериди, фосфолипиди.
Основните биологични функции на липидите са съхраняването на енергия, участието в структурата на клетъчната мембрана и в клетъчната сигнализация. Освен това липидите се използват в козметичната и хранителната промишленост, както и в нанотехнологиите.
Най-общо липидите могат да бъдат дефинирани като хидрофобни и амфифилни молекули с малки размери. Амфифилността на някои липиди им позволява да образуват структури като секреторни мехурчета, липозоми или мембрани във водна среда. Биологичните липиди произлизат изцяло или частично от два различни вида биохимични подединици – кетонна и изопренна групи. От тази гледна точка липидите могат да се разделят на осем категории: мастни киселини, глицеролипиди, глицерофосфолипиди, сфинголипиди, захаролипиди и поликетиди, получени чрез кондензация на кетонни подединици, и стеролови и пренолови липиди, получени чрез кондензация на изопренни подединици.
Макар че терминът „липид“ понякога се използва като синоним на „мазнина“, мазнините са само една от подгрупите липиди, наричани също триглицериди. Освен тях към липидите се причисляват и мастните киселини и техните производни, като диглицериди, моноглицериди и фосфолипиди, както и друти съдържащи стерол метаболити, като холестерол. Въпреки че хората и останалите бозайници използват различни метаболитни пътеки за разграждане и синтезиране на липиди, някои съществени липиди не могат да бъдат получени по този начин и трябва да се набавят от храната им.

## История на изследванията
Макар липидите да са широко разпространени вещества, добре известни от зората на човечеството, систематичното им изследване като обособена група започва в Съвременната епоха. През 1815 година французинът Анри Браконо класифицира липидите („мазнините“) в две категории – „лой“ (твърдите и полутвърдите) и „масла“ (течните). През 1823 година друг французин, Мишел Йожен Шеврьол, разработва по-подробна класификация, включваща масла, греси, лой, восъци, смоли, балсами и летливи (етерични) масла. През 1827 година англичанинът Уилям Праут определя мазнините (маслените хранителни вещества) като една от основните групи хранителни вещества за човека и животните, наред с белтъците и въглехидратите.
В продължение на столетие химиците отнасят към мазнините само мастните киселини и глицеридите, но с времето са описват все повече нови форми. През 1847 година французинът Теодор Никола Гобле открива фосфолипидите в мозъка на бозайници и в кокоши яйца и им дава името „лецитини“. Германецът Йохан Лудвиг Вилхелм Тудихум открива в човешкия мозък нови фосфолипиди (цефалин), гликолипиди (цереброзид) и сфинголипиди (сфингомиелин).
Учените от този период използват термините „липоид“, „липин“ и „липид“ с разлики в обхвата им. През 1911 година Розенблум и Джийс предлагат замяната на „липоид“ с „липин“. През 1920 година Блур създава нова класификация на „липоидите“: прости липоиди (лой и восъци), съставни липоиди (фосфолипоиди и гликолипоиди) и производни липоиди (мастни киселини, алкохоли, стероли). Терминът „липид“, произлизащ от гръцкото λῐ́πος („мазнина“), е въведен през 1923 година от Габриел Бертран, който отнася към него не само традиционните мазнини (глицериди), но също и „липоидите“ с усложнен състав. През 1947 година Томас Пърси Хилдич разделя липидите на прости (същински восъци, стероли, алкохоли) и комплексни (фосфолипиди и гликолипиди).

## Видове

### Мастни ацили
Групата на мастните ацили включва мастните киселини и техните съединения и производни. Тя обхваща разнообразни вещества, синтезирани чрез удължаване на веригата на ацетил коензим A с групи малонил коензим A или метилмалонил коензим A. Изградени са от въглехидратна верига, завършваща с група на карбоксилната киселина. Тази структура прави единият край на молекулата полярен хидрофилен, а другият – неполярен хидрофобен, поради което веществото е неразтворимо във вода. Структурата на мастните киселини е фундаментална за биологичните липиди и често служи като структурен компонент на липидите с по-сложна структура.
Въглеродната верига, обикновено с дължина от 4 до 24 въглеродни атома, може да бъде наситена или ненаситена и може да бъде прикрепена към функционална група, съдържаща кислород, халоген, азот или сяра. При наличието на двойни връзки е възможно възникването на геометричен изомеризъм (цис/транс), който оказва значително въздействие върху молекулната конфигурация. Цис-връзките водят до огъване на веригата на мастните киселини, като ефектът е по-силно проявен при наличие на повече двойни връзки. Така трите двойни връзки на съдържащата 18 въглеродни атома линоленова киселина, най-честата мастна киселина в тилакоидните мембрани на растенията, ги прави силно флуидни дори при ниски температури. Това явление от своя страна играе важна роля в структурата и функционирането на клетъчните мембрани. Повечето срещащи се в природата мастни киселини имат цис-конфигурация, макар че и транс-формата съществува при някои естествени и частично хидрогенирани мазнини и масла.
Примери за мастни киселини с голямо биологично значение са ейкозаноидите, получавани главно от арахидонова киселина и ейкозапентаенова киселина, които включват простагландините, левкотриените и тромбоксаните. Докозахексаеновата киселина също е важна в биологичните системи, особено във връзка със зрението. Други основни категории мастни киселини са мастните естери и мастните амиди. Мастните естери включват важни биохимични посредници, като восъчните естери, производните на коензим A и ACP и карнитините на мастните киселини. Към мастните амиди се отнасят N-ацилетаноламините, като невротрансмитера анандамид.

### Глицеролипиди
Глицеролипидите са производни на глицерола, най-известни сред които са триестерите на глицерола, наричани триглицериди (понякога и триасилглицероли). В тези съединения три от хидроксилните групи на глицерола са естерифицирани, обикновено с различни мастни киселини. Свойствата им зависят от влизащите в състава им мастни киселини, които могат да бъдат наситени, като палмитиновата, стеариновата и капроновата киселина, или ненаситени, като олеиновата и линоловата киселина.
Триглицеридите изпълняват функциите на енергиен запас и съставляват основното натрупване на мазнини в животинските тъкани. Хидролизата на естерните връзки на триглицеридите и освобождаването на глицерол и мастни киселини от мастната тъкан са начална стъпка в метаболизирането на мазнините.
Други подгрупи глицеролипиди са гликозилглицеролите, които се характеризират с наличието на един или повече захарни остатъци, свързани с глицерола. Примери за такива структури са дигалактозилдиацилглицеролите в растителните мембрани и семинолипидите в сперматозоидите на бозайниците.

### Глицерофосфолипиди
Глицерофосфолипидите, обикновено наричани фосфолипиди (въпреки че сфингомиелините също се класифицират като фосфолипиди), са често срещани в природата и са основен компонент на липидния бислой на клетките, а освен това участват и в метаболизма и в клетъчната сигнализация. Разликата в структурата между тях и глицеридите е в това, че една от хидроксилните групи на глицерида е заменена с остатък от фосфорна киселина, който е свързан с азотосъдържащо вещество.
Нервните тъкани, включително главния мозък, съдържат относително голямо количество глицерофосфолипиди, като изменения в техния състав се свързват с различни неврологични разстройства. Глицерофосфолипидите могат да се разделят на отделни категории, въз основа на природата на полярната група – в положение sn-3 на глицероловия гръбнак при еукариотите и еубактериите или в положение sn-1 в случая с археобактерии.
Примери за глицерофосфолипиди, срещащи се при биологичните мембрани, са фосфатидилхолин (наричан също лецитин), фосфатидилетаноламин и фосфатидилсерин. Освен че служат като основен компонент на клетъчните мембрани и като място на свързване за вътрешноклетъчните и извънклетъчните протеини, някои глицерофосфолипиди в еукариотните клетки, като фосфатидилиинозитол и фосфатидна киселина служат за прекурсори на вторични посредници или самите те изпълняват тази функция.

### Сфинголипиди
Сфинголипидите са сложна група съединения, които имат обща структурна особеност – сфингоидна основа, синтезирана от аминокиселината серин и дълга верига от ацилен коензим A, която след това е преобразувана в церамиди, фосфосфинголипиди, гликосфинголипиди и други съединения. Основната сфингоидна основа при бозайниците обикновено е наричана сфингозин, но при други организми е възможно наличието и на сходни аминоалкохоли. Химическата структура на сфингозина наподобява моноацилглицерол.
Церамидите са основна подкатегория производни на сфингоидна основа, бразувани чрез добавяне на амидно свързана мастна киселина, обикновено наситена или мононенаситена с дължина на веригата от 16 до 26 въглеродни атома. Структурата му наподобява тази на диацилглицерол. Церамидът често е предшественик в синтеза на останалите групи сфинголипиди.
Главните фосфосфинголипиди при бозайниците са сфингомиелинидите (церамидни фосфохолини), докато насекомите съдържат главно церамидни фосфоетаноламини, а гъбите – фитоцерамидни фосфоинозитоли и съдържащи маноза групи.
Гликосфинголипидите са разнородна група молекули, включващи един или повече монозахаридни остатъка, свързани чрез гликозидна връзка със сфингоидната основа. Примери за такива съединения са цереброзидът и ганглиозидът.
Обща функция на сфинголипидите е осигуряването на маханична устойчивост и относителна химична инертност на клетъчната мембрана. Специфичните функции, характерни за определени групи сфинголипиди, са свърдани с процесите на междуклутъчното разпознаване и клетъчната сигнализация. Заболяванията, свързани със смущения в метаболизма на сфинголипидите имат сериозни последици за нервните тъкани при висшите животни и се означават с общото име сфинголипидози.

### Стеролови липиди
Стероловите липиди, като холестеролът и неговите производни, са важен компонент на мембранните липиди, наред с глицерофосфолипидите и сфингомиелините. Стероидите, производни на една и съща четирипръстенна ядрова структура, имат различни биологични функции като хормони и сигнални молекули. Осемнадесетвъглеродните (C18) стероиди образуват семейството на естрогена, а C19 стероидите включват андрогените, като тестостерон и андростерон. Подгрупата C21 включва прогестогените, както и глюкокортикоидите и минералокортикоидите. Секостероидите, включващи различни форми на витамин D, се характеризират с празнина в B-пръстена на ядровата структура. Други примери за стероли са жлъчните киселини и техните производни, които при бозайниците представляват оксидирани производни на холестерола и се синтезират в черния дроб. Растителните им еквиваленти са фитостеролите, като бета-ситостерол, стигмастерол и брасикастерол. Последното съединение се използва като биомаркер за растежа на алги. Преобладаващият стерол в клетъчните мембрани на гъбите е ергостеролът.

### Пренолови липиди
- Каротиноиди – липиди, чувствителни към светлина. Придават червения цвят на доматите и оранжевия при морковите (от там идва и името на морков на френски и английски – carrot). При хората каротиноидите (витамин А) заемат важна роля в процесите на усвояване на светлината от ретината на окото.